# Stanisław Kruczek
Stanisław Kruczek (ur. 4 kwietnia 1924 w Rzeszowie, zm. 4 sierpnia 2013 w Warszawie) – generał brygady ludowego Wojska Polskiego.

## Życiorys
Młodszy brat Władysława Kruczka, członka Biura Politycznego KC PZPR. Od połowy lat 60. dowódca 55 Pułku Zmechanizowanego w Braniewie, potem został zastępcą dowódcy 7 Łużyckiej Dywizji Desantowej ds. liniowych w Gdańsku, a od marca 1969 do września 1970 dowódca tej dywizji. W latach 1970–1973 był dowódcą 8 Dywizji Zmechanizowanej im. Bartosza Głowackiego w Koszalinie. Dywizja pod jego dowództwem brała udział w pacyfikacji protestów robotniczych na Wybrzeżu w grudniu 1970 roku. Jesienią 1971 mianowany generałem brygady; nominację wręczył mu w Belwederze przewodniczący Rady Państwa Józef Cyrankiewicz. W okresie od 1 czerwca 1973 do 24 grudnia 1976 dowódca Wojsk Obrony Wewnętrznej. W latach 1980–1989 zastępca dowódcy Warszawskiego Okręgu Wojskowego ds. Wojsk Obrony Wewnętrznej. W dniu 22 listopada 1989 pożegnany przez ministra obrony narodowej gen. armii Floriana Siwickiego i przeniesiony w stan spoczynku.
W 1972 roku odznaczony Krzyżem Oficerskim Orderu Odrodzenia Polski. W 1987 odznaczony Orderem Sztandaru Pracy II klasy.
Od 1995 roku zasiadał na ławie oskarżonych w procesie o sprawstwo kierownicze śmierci robotników podczas wydarzeń na Wybrzeżu w grudniu 1970 roku.
Pochowany na cmentarzu w Zwięczycy.